# José Luis Tamayo (Santa Elena)
José Luis Tamayo, auch als Muey bekannt, ist ein östlicher Vorort und eine Parroquia rural („ländliches Kirchspiel“) im Kanton Salinas der ecuadorianischen Provinz Santa Elena. Die Parroquia besitzt eine Fläche von 33,88 km². Die Einwohnerzahl lag im Jahr 2010 bei 22.064. Die Parroquia wurde am 22. Dezember 1937 gegründet. Namensgeber war José Luis Tamayo, 1920–1924 Präsident von Ecuador.

## Lage
Die Parroquia José Luis Tamayo erstreckt sich über den zentralen Teil des Kantons Salinas. Der Hauptort im Norden der Parroquia bildet einen Teil des Ballungsraumes Salinas-La Libertad-Santa Elena.
Die Parroquia José Luis Tamayo grenzt im Westen und im Nordwesten an die Parroquia Salinas, im Norden an La Libertad, im Osten an die Parroquia Ancón sowie im Südosten an die Parroquia Anconcito.